# Adrianus Turnebus

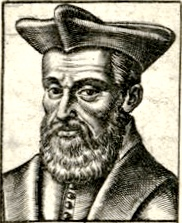
Adrien Turnèbe

Adrien Turnèbe, latinisiert Adrianus Turnebus, (* 1512 in Les Andelys, Normandie; † 12. Juni 1565 in Paris) war ein französischer Humanist und Philosoph. Er war ein bedeutender Gelehrter in der Mitte des 16. Jahrhunderts.

## Leben
Turnèbe wurde als Zwölfjähriger nach Paris geschickt, wo er Philosophie an der Sorbonne studierte. Später erhielt er einen Ruf als Professor für belles-lettres an der Universität von Toulouse. Als Nachfolger von Jacques Toussaint hatte er von 1547 bis zu seinem Tode den Lehrstuhl für Griechisch am Collège des lecteurs royaux inne. Turnèbe veröffentlichte hervorragende Ausgaben von Aischylos (1552), Sophokles und anderen antiken Autoren. Er war außerdem bekannt für seine gewagten Änderungen, die er an großen Teilen der antiken Texte vornahm. Sein Sohn Odet de Turnèbe (1552–1581) war Verfasser von „Les Contents“, einer amüsanten Komödie mit moralisierendem Unterton.